# Пинда (Сихотэ-Алинь)
Пинда — одна из горных вершин Сихотэ-Алиня, на Дальнем Востоке России.
Гора расположена на территории Ванинского муниципального района Хабаровского края. Названа по имени берущей на горе начало малой реки Пинда — левого притока реки Хуту (река).
Высота горы — 1424 метра над уровнем моря. Склоны покрыты смешанным лесом и темнохвойной тайгой, вершина каменистая.